# Evangelische Kirche Windheim

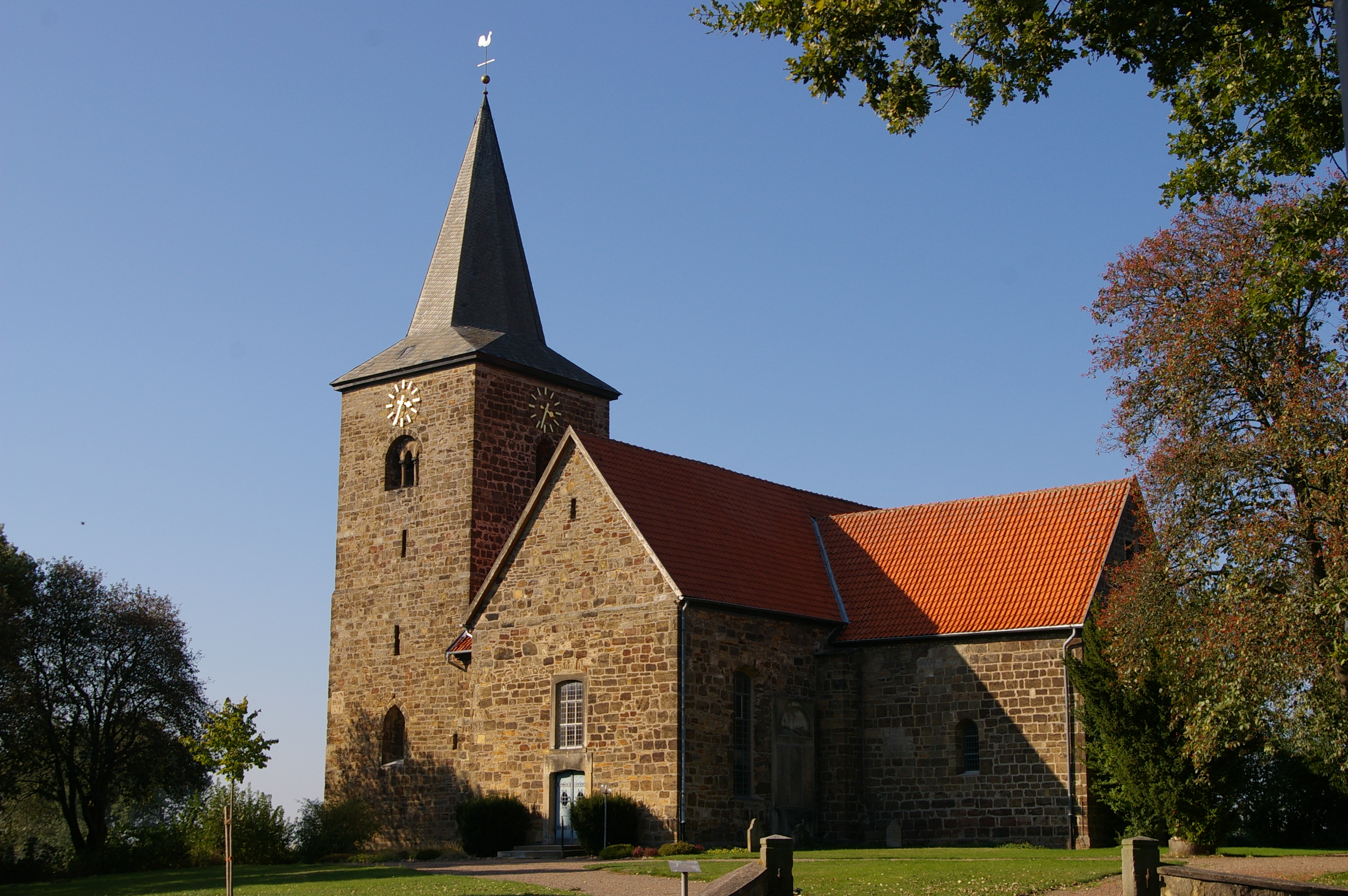
Die Evangelische Kirche in Windheim

Die Evangelische Kirche im Petershagener Ortsteil Windheim ist die Pfarrkirche der Evangelisch-Lutherischen Kirchengemeinde Windheim, die dem Kirchenkreis Minden der Evangelischen Kirche von Westfalen angehört. Sie wird unter die „Weserkirchen“ gezählt.
Das im Kern romanische Kirchengebäude geht auf das 13. Jahrhundert zurück und wurde im 18. Jahrhundert erweitert.

## Baugeschichte und Architektur

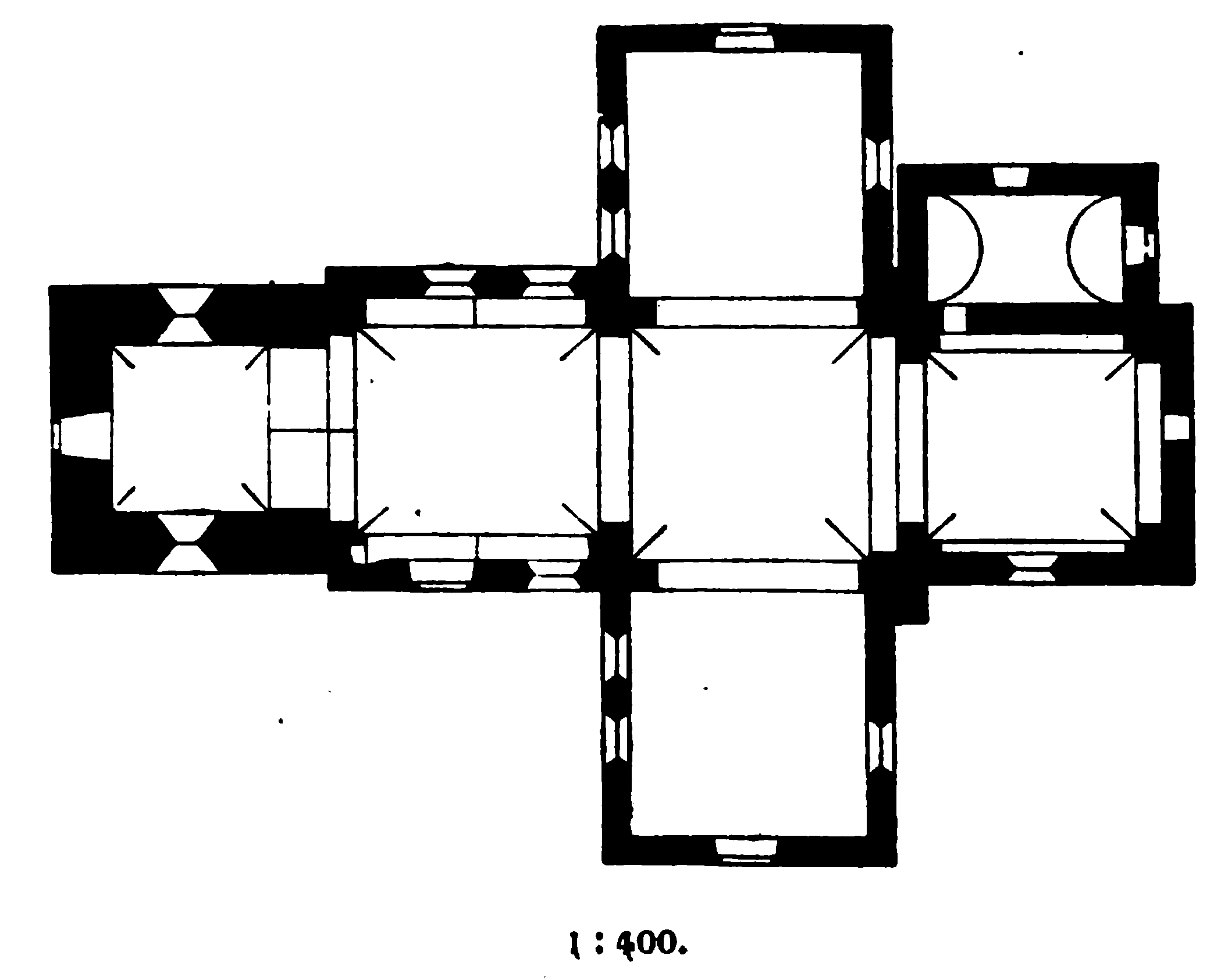
Grundriss

Die Kirche wurde im frühen 13. Jahrhundert im romanischen Stil als zweijochige Saalkirche mit Westturm und quadratischem, leicht eingezogenem Ostchor erbaut. An der Nordseite des Chores befindet sich eine Sakristei, deren Entstehungszeit nicht bekannt ist.
1769 wurde die Kirche im spätbarocken Stil erweitert: An das östliche Joch wurde querschiffartig  jeweils ein quadratisches Joch nach Norden und Süden angebaut. Der Grundriss erscheint seitdem kreuzförmig, das östliche Joch stellt die Vierung dar. Der spitze Turmhelm stammt aus dem Jahr 1858.
Im romanischen Teil befindet sich kuppelartiges Kreuzgratgewölbe, zum Teil mit Schlusssteinen, im barocken Anbau Holzgewölbe und in der Sakristei Tonnengewölbe. Die Gurtbögen sind in der Vierung und im Chor rund, im Schiffjoch spitz.
Die Fenster sind im Turm spitzbogig, ansonsten flachbogig erweitert. Die Schalllöcher sind dreiteilig spitzbogig in runden Blendbögen. An den Kreuzflügeln befinden sich flachbogige, an Turm und Schiff spitzbogige Eingänge.

## Ausstattung
Zu den ältesten vorhandenen Kunstgegenständen gehört der spätgotische Flügelaltar, der im frühen 16. Jahrhundert hergestellt wurde und dreizehn geschnitzte Szenen der Passion zeigt. Ebenfalls gotisch ist das Sakramentshäuschen in der Ostwand des Chores.
Den Stil der Renaissance zeigen der achteckige, kelchförmige Taufstein aus dem späten 16. Jahrhundert und zwei zwölfarmige Kronleuchter aus Bronze von 1648. Die Kanzel stammt aus dem 17. Jahrhundert.
Von den fünf Glocken im Turm stammen drei aus dem Jahre 1957. Die beiden anderen wurden 1708 bzw. 1925 gegossen.